# Caccobius sericeus
Caccobius sericeus är en skalbaggsart som beskrevs av Frey 1958. Caccobius sericeus ingår i släktet Caccobius och familjen bladhorningar. Inga underarter finns listade.